# 世界エスペラント協会

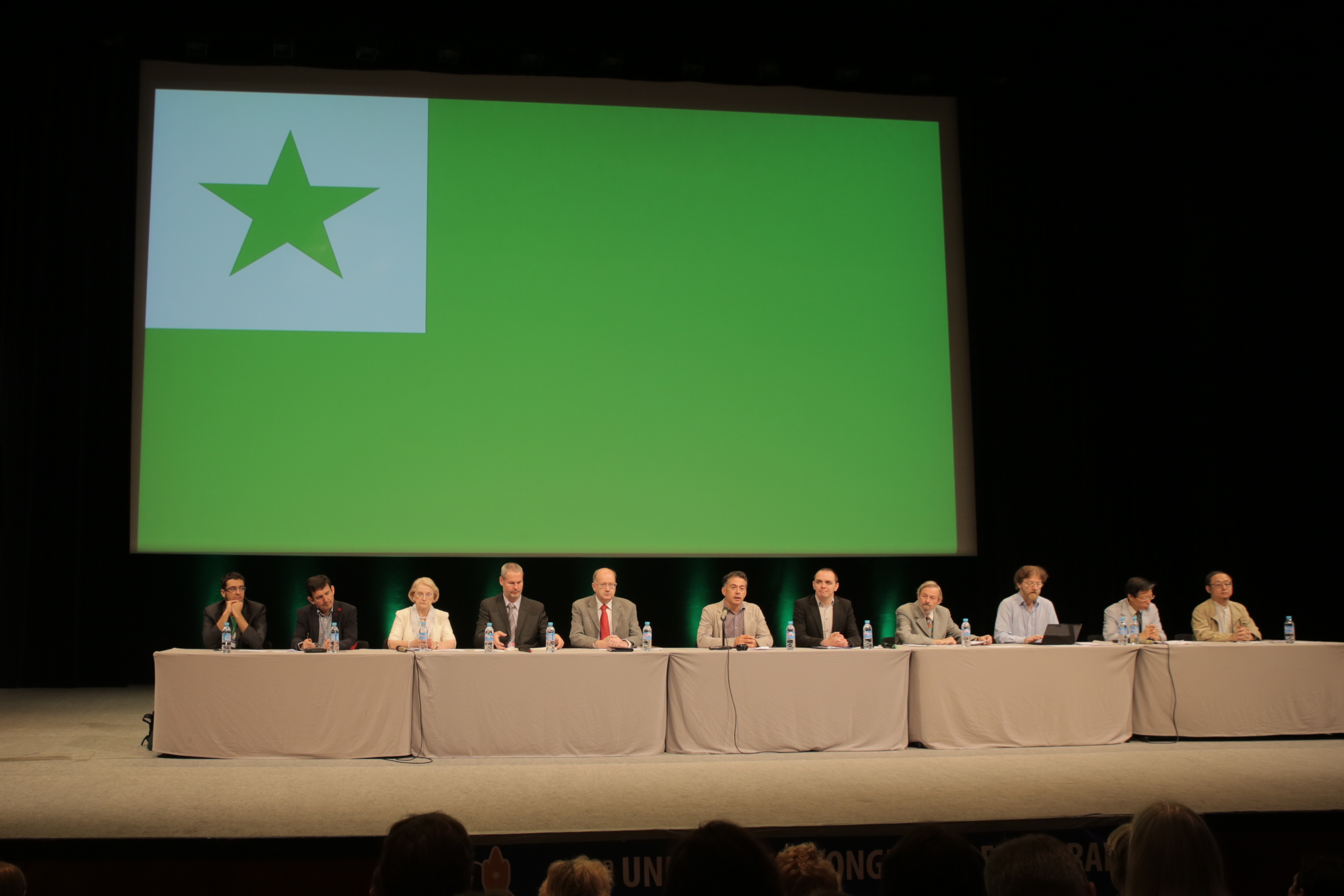

世界エスペラント協会（せかいエスペラントきょうかい、正式表記はUniversala Esperanto-Asocio, 略称UEA）は、世界最大のエスペラント話者・使用者の国際組織であり、国際連合及びユネスコと公式な協力関係にある。2009年度版の年鑑(Jarlibro)によれば121カ国に会員が存在する。会員は個人会員と団体会員からなる。団体会員は加盟している(2009年8月現在)70カ国の国別エスペラント団体の構成員からなる。また7つの専門分野別エスペラント団体が加盟している。
世界エスペラント協会は1908年4月28日にヘクター・ホドラーによってスイスに設立された。1947年に国際エスペラント連盟(Internacia Esperanto-Ligo)と統合し、現在の組織となる。
本部である中央事務所(Centra Oficejo)は1955年からオランダのロッテルダムに置かれており、そのほかアフリカ事務所がベナンのロコッサに置かれ、ニューヨーク事務所（分室）が国際連合本部ビル内に置かれている（1979年より）。1962年ごろまでは、ジュネーヴにも事務所が置かれていた。
毎年世界エスペラント大会（UK）を開催し、1500人から3000人の参加者がある。

## 協力関係
世界エスペラント協会はさまざまなエスペラントの専門的な協会と協力関係にある。日本では日本エスペラント協会（以前の日本エスペラント学会）が団体加盟している。国際連合とユネスコのほか、ユニセフ、欧州評議会と諮問関係を持ち、米州機構と協力関係にあり、公式に国際標準化機構(ISO)に協力している。

## 青年部
世界エスペラント協会の青年の組織として、全世界エスペランティスト青年機構（TEJO）があり、毎年国際青年大会（IJK）を開催している。

## 歴代の会長
詳細はw:President of the World Esperanto Associationを参照。日本人からは、八木日出雄（産婦人科医、元岡山大学学長）が1962年から1964年に没するまで務めた。